# Tumba Jae
Tumba Jae is een bestuurslaag in het regentschap Tapanuli Tengah van de provincie Noord-Sumatra, Indonesië. Tumba Jae telt 1938 inwoners (volkstelling 2010).